# Rim
Rim (tal. i lat. Roma) je glavni grad Italije i regije Lacij te najveća i najnapučenija općina u zemlji. Grad ima oko 2,6 milijuna stanovnika (popis stanovnika 2011. godine).
Nadimci grada su: Caput mundi ("Prijestolnica svijeta"), la Città Eterna ("Vječni grad"), Limen Apostolorum ("Apostolski prag"), la città dei sette colli ("Grad na sedam brežuljaka") ili jednostavno l'Urbe ("Grad").
Unutar Rima nalazi se Vatikan, koji je suveren teritorij Svete Stolice, ujedno i sjedište Katoličke Crkve.
Povijesno središte Rima i Vatikan nalaze se na UNESCO-ovu popisu svjetske baštine. Grad je i sjedište nekih međunarodnih institucija, kao što su UN-ove institucije: Organizacija za prehranu i poljoprivredu, Međunarodni fond za razvoj poljoprivrede i Svjetski program za hranu.

## Legenda o osnutku grada
Grad Rim je, prema mitu, osnovao Romul, sin Ree Silvije i boga Marsa.
Prema legendi, svrgnuvši s prijestolja brata Numitora, Amulije je postao kralj grada Albe Longe; a da bi izbjegao rođenje nasljednika koji bi prijestolje mogli tražiti natrag, prisilio je nećakinju Reu Silviju da postane vestalska djevica. No, ona se sjedini s bogom Marsom i rodi dva blizanca, Romula i Rema, koje je Amulije odmah po rođenju bacio u rijeku Tiber. Blizance je u podnožju Palatina, jednog od sedam brežuljaka, pronašla jedna vučica, koja ih je dojila vlastitim mlijekom. Blizance je potom našao pastir Faustul te ih je uzeo i othranio. Kad su odrasli, odlučili su na brežuljku Palatinu osnovati grad. Ubrzo su se počeli svađati koji će od njih dvojice vladati gradom te je Romul u toj svađi ubio brata.
Po predaji, grad je osnovan 21. travnja 753. godine prije Krista. Nazvan je po svome prvom kralju Romulu.

## Povijest

### Od osnivanja do Carstva
Arheološka istraživanja potvrdila su da su u 8. stoljeću pr. Kr. na brežuljcima uz Tiber postojala naselja. U 6. stoljeću pr. Kr. tim su selima zavladali Etruščani i pod njihovom su se vladavinom naselja sjedinila u jednu političku cjelinu. Močvarno područje u podnožju brežuljaka tada je isušeno i na tome mjestu uređen je gradski trg Forum Romanum. Prema tome, Rim nije nastao odjednom, već su se naselja na brežuljcima postupno ujedinjavala.
Sedam brežuljaka ranijeg Rima bili su: Kapitol (Capitolinus mons, nadmorske visine 50 m), Palatin (Palatium, 47 m), Aventin (Aventinus, 51 m), Celij (Caelius mons, 50 m), Eskvilin (Esquiliae, 65 m), Viminal (Viminalis collis, 60 m) i Kvirinal (Quirinalis, 61 m).
Taj grad se kasnije razvio u prijestolnicu Rimskog Kraljevstva (kojim je neprekidno upravljalo sedam kraljeva, što je bilo u skladu s tradicijom), pa Rimske Republike (od 509. pr. Kr., kojom je upravljao Senat) i konačno Rimskog Carstva (od 27. pr. Kr., kojim je upravljao car). Ovaj uspjeh je zavisio od vojnih osvajanja, trgovačke nadmoći i selektivne asimilacije susjednih civilizacija, prije svega grčke i etruščanske civilizacije. Rimska dominacija proširila se na veći dio Europe i obale Sredozemnog mora, tako da je broj stanovnika narastao na preko milijun. Skoro tisuću godina Rim je bio politički najznačajniji, najbogatiji i najveći grad zapadnog svijeta, a to je ostao i nakon propasti i podjele Carstva, čak i kada je konačno izgubio svoj status glavnog grada u korist Milana i potom Ravenne i nakon što ga je po prestižu i važnosti nadmašila istočna prijestolnica Carigrad.

### Pad Carstva i Srednji vijek
Usponom ranog kršćanstva rimski je biskup osim vjerskog, sve više dobivao i politički značaj, postavši papa. Tako je Rim postao središte Katoličke Crkve. Nakon Alarikove pljačke Rima 410. godine i pada Rimskog Carstva 476. godine, Rim su obilježili bizantska uprava i pljačkanja germanskih barbara. U Srednjem vijeku broj stanovnika je smanjen na samo 20.000, a grad se sveo na skupine naseljenih zgrada, koje su se nalazile između velikih površina ruševina i vegetacije. Rim je službeno ostao dio Bizantskog Carstva sve do 752. godine, kada su Langobardi konačno uništili ravenski egzarhat, koji je bio središte bizantske moći u Italiji. Pipin Mali je 756. godine dao papi nadležnost nad Rimom i okolnim područjima, te je na taj način stvorena Papinska država.
Rim je bio prijestolnica Papinskih država sve do njihovog pripajanja Kraljevini Italiji 1870. godine. Grad je postao glavno mjesto hodočašća u Srednjem vijeku i središte sukoba između pape i Svetog Rimskog Carstva, kojeg je započeo Karlo Veliki, a kojeg je papa Lav III. okrunio u Rimu na Božić 800. godine kao cara. Osim kratkih razdoblja neovisnosti u Srednjem vijeku, Rim je stoljećima zadržao status papske prijestolnice i "svetog grada", čak i kada je papinsko sjedište kratkotrajno (1309. – 1377.) premješteno u Avignon. Iako grad više nije imao političke moći, što je potvrđeno i pustošenjem Rima vojske Karla V. 1527. godine, cvjetao je kao središte kulturne i umjetničke aktivnosti u vrijeme renesanse i baroka, pod pokroviteljstvom papinske uprave.

### Razdoblje od 17. do 19. stoljeća
Iako je broj stanovnika naglo narastao u 17. stoljeću i prešao 100.000, grad je zaostajao za ostalim važnim gradovima u Europi, velikim dijelom i zbog crkvenog procesa katoličke obnove s kojim je Crkva bila zaokupljena. Grad su zahvatila i nacionalistička previranja u 19. stoljeću te je dva puta dobio i izgubio neovisnost. Rim je postao i jedan od ciljeva pokreta za ujedinjenje Italije te ga je, nakon uklanjanja francuske zaštite 1870. godine, pripojila Kraljevina Italija 1871. godine. Rim je postao glavni grad nove ujedinjene Italije.

### 20. stoljeće
Nakon pobjede u Prvom svjetskom ratu, u Italiji je počela rasti fašistička ideologija pod vodstvom Benita Mussolinija, koji je umarširao u grad 1922. godine, proglašavajući novo talijansko carstvo te kasnije ulazeći u savez s nacističkom Njemačkom. U ovom razdoblju naglo je rastao broj stanovnika, od 212.000 stanovnika u vrijeme ujedinjenja pa do više od milijuna, ali je taj trend prekinuo Drugi svjetski rat. Za vrijeme ovog rata, Rim je bio razarali Saveznici i nacistički okupatori. Nakon pogubljenja Mussolinija i kraja rata, referendumom iz 1946. godine ukinuta je monarhija i proglašena republika.
Nakon rata Rim je značajno narastao, kao rezultat poslijeratne rekonstrukcije i modernizacije. Rim je postao pomodan grad 1950-ih i ranih 1960-ih, u vrijeme razdoblja znanog kao "Slatki život" (la Dolce Vita), a trend rasta stanovništva nastavio se do sredine 1980-ih godina, kada je na području općine živjelo više od 2.800.000 stanovnika. Nakon toga, broj stanovnika se postupno smanjivao, zbog iseljavanja stanovništva u susjedne općine, gdje je stanovanje jeftinije.

### 21. stoljeće
Broj stanovnika nastavio se smanjivati, pa je na popisu stanovništva 2011. popisano 2.612.068 stanovnika, što i dalje čin Rim najmnogoljudnijom općinom u Italiji.

## Zemljopisne odrednice

### Položaj
Rim se nalazi u središnjoj Italiji u regiji Lacij, na ušću rijeka Aniene i Tiber. Iako se grad nalazi 24 km od Tirenskog mora, područje grada se proteže praktički do obale, gdje se nalazi okrug Ostia Antica. Najniža visina grada je 13 metara (na Piazzi del Popolo), a najviša 120 metara (Monte Mario). Rimska općina pokriva područje od 1.285,30 km2, što uključuje mnoge zelene površine.

### Klima
Na rimsku klimu najviše utječe položaj grada u mediteranskom području. Prosječna godišnja temperatura je 15,5 °C, a prosječni godišnji broj padalina je 880 mm. Najtopliji mjeseci u godini su srpanj i kolovoz s prosječnom temperaturom od 24,5 do 24,7 °C. Ovo su također i najsuši mjeseci u godini s prosječnim brojem padalina od 14 do 22 mm.
Razdoblje s najvećim brojem padalina se proteže od listopada do prosinca s prosjekom od 106 do 128 mm. Najhladniji mjesec u godini je siječanj s prosječnih 6,9 °C.
U starija vremena bi Rimljani tijekom ljeta, kada su temperature često visoke, napuštali grad i odlazili u ljetovališta. Danas je ova praksa puno slabija, te je grad funkcionalan tijekom cijele godine, najviše radi rastućih turističkih potreba.
| Mjesec                    | Sij. | Velj. | Ožu. | Tra. | Svi. | Lip. | Srp. | Kol. | Ruj. | Lis. | Stu. | Pro. |
| ------------------------- | ---- | ----- | ---- | ---- | ---- | ---- | ---- | ---- | ---- | ---- | ---- | ---- |
| Prosječne temp. (u °C)    | 8    | 8     | 11   | 12   | 17   | 20   | 23   | 23   | 21   | 17   | 12   | 9    |
| Prosječne padaline (u mm) | 8    | 7     | 6    | 6    | 5    | 3    | 1    | 2    | 6    | 11   | 11   | 9    |

## Politika

### Gradski status
U Rimu se, kao u glavnom gradu zemlje, nalazi sjedište predsjednika Talijanske Republike, koje je smješteno u Kvirinalskoj palači. U gradu se nalazi i talijanski Parlament, te talijanska Vlada s premijerom i svim ministarstvima.
U političkim krugovima u Italiji vodi se rasprava o tome da li bi grad trebao imati posebne ovlasti javne samouprave te da li grad ili čak pokrajinu Rim treba pretvoriti u okrug glavnog grada, koji bi bio odvojen od regije Lacij, po uzoru na neke druge glavne gradove u Europi.

### Upravna podjela
Radi administrativnih razloga i radi povećanja decentralizacije, prostor rimske općine je službeno podijeljen u 19 gradskih općina (municipi), prije znanih kao okruzi. Unutar svake te podopćine nalaze se dijelovi raznih gradskih četvrti.
Prije je grad bio podijeljen u 20 podopćina, ali je podopćina Fiumicino izglasala izlazak iz sastava grada Rima, te postala samostalna općina.

#### Regije
Regije ili rioni (vulgarizirani oblik latinskog izraza regio tj. regija) su povijesne, a ne upravne jedinice podjele središta grada. Ova podjela potječe još iz starog Rima, a rastom grada povećao se i njihov broj. Svi rioni (osim riona Prati i Borgo) nalaze se unutar Aurelijevih zidina.
Rimski rioni su:
- R.I - Monti
- R.II - Trevi
- R.III - Colonna
- R.IV - Campo Marzio
- R.V - Ponte
- R.VI - Parione
- R.VII - Regola
- R.VIII - Sant'Eustachio
- R.IX - Pigna
- R.X - Campitelli
- R.XI - Sant'Angelo
- R.XII - Ripa
- R.XIII - Trastevere
- R.XIV - Borgo
- R.XV - Esquilino
- R.XVI - Ludovisi
- R.XVII - Sallustiano
- R.XVIII - Castro Pretorio
- R.XIX - Celio
- R.XX - Testaccio
- R.XXI - San Saba
- R.XXII - Prati

#### Četvrti
Nakon uspostave zadnje gradske regije (riona), za nove urbanizirane dijelove grada počeo se koristiti izraz četvrt (quartiere). Danas Rim ima 35 četvrti, koje se iz praktičnih razloga označavaju slovom Q.
| Q.I    | Flaminio                                          | Q.II    | Parioli                        | Q.III    | Pinciano (bivšeg naziva Vittorio Emanuele III) | Q.IV    | Salario               | Q.V    | Nomentano                             |
| Q.VI   | Tiburtino                                         | Q.VII   | Prenestino-Labicano            | Q.VIII   | Tuscolano                                      | Q.IX    | Appio Latino          | Q.X    | Ostiense                              |
| Q.XI   | Portuense                                         | Q.XII   | Gianicolense                   | Q.XIII   | Aurelio                                        | Q.XIV   | Trionfale             | Q.XV   | Della Vittoria (bivšeg naziva Milvio) |
| Q.XVI  | Monte Sacro (bivšeg naziva Città Giardino Aniene) | Q.XVII  | Trieste (bivšeg naziva Savoia) | Q.XVIII  | Tor di Quinto                                  | Q.XIX   | Prenestino-Centocelle | Q.XX   | Ardeatino                             |
| Q.XXI  | Pietralata                                        | Q.XXII  | Collatino                      | Q.XXIII  | Alessandrino                                   | Q.XXIV  | Don Bosco             | Q.XXV  | Appio Claudio                         |
| Q.XXVI | Appio Pignatelli                                  | Q.XXVII | Primavalle                     | Q.XXVIII | Monte Sacro Alto                               | Q.XXIX  | Ponte Mammolo         | Q.XXX  | San Basilio                           |
| Q.XXXI | Giuliano Dalmata                                  | Q.XXXII | Europa                         | Q.XXXIII | Lido di Ostia Ponente                          | Q.XXXIV | Lido di Ostia Levante | Q.XXXV | Lido di Castel Fusano                 |

Zadnje tri četvrti Q.XXXIII, Q.XXXIV i Q.XXXV, su primorske četvrti (quartieri marini).

### Ostali suvereni entiteti
Rim je jedinstven grad u svijetu po tome što sadrži i dva suverena entiteta. Jedno od tih entiteta je Sveta stolica, koja je politički i religijski entitet koji upravlja područjem Vatikanskog Grada (de facto enklava od 1870. godine, a službeno je tako priznat od 1929. godine), te koja ima izvanteritorijalna prava nad nekim palačama i crkvama, većinom u središtu grada. U gradu Rimu nalaze se veleposlanstva i u Italiji i pri Svetoj Stolici.
Drugi entitet čini Malteški red (Sovrano Militare Ordine di Malta ili SMOM) koji se sklonio u Rim nakon što je Napoleon osvojio Maltu 1798. godine. Ovaj entitet nema svoj poseban teritorij (što je često predmet rasprava oko njegovog suvereniteta), ali ima nekoliko izvanteritorijalnih palača u središtu Rima.

### Međunarodni odnosi
Rim je važan grad u pogledu europske političke i gospodarske integracije. Godine 1957. ovdje su potpisani Rimski ugovori, kojima su osnovani Europska ekonomska zajednica (EEZ), prethodnica današnje Europske unije, te Europska zajednica za atomsku energiju (Euratom). Ovdje je potpisan i dogovor o europskom ustavu u srpnju 2004. godine. Rim je također i sjedište važnih međunarodnih institucija, kao što je Organizacija za prehranu i poljoprivredu (FAO) Ujedinjenih naroda, a ovdje je formuliran i Rimski statut Međunarodnog kaznenog suda.

## Stanovništvo
Priča o Rimu kao naseljenom mjestu počinje oko 800. pr. Kr. udruživanjem nekoliko manjih sela, čija je ukupna naseljenost bila oko nekoliko stotina stanovnika. Rim u idućim stoljećima narasta do milijunskog grada, te je najvjerojatnije bio najveći svjetski grad sve do 19. stoljeća. Procjene o broju stanovništva variraju, ali se procjenjuje da je grad na vrhuncu svoje naseljenosti imao od 450.000 pa sve do 3,5 milijuna stanovnika, a najrealnije procjene s kojima se slažu većina povjesničara govore o oko jedan do dva milijuna stanovnika. Nakon prebacivanja najvažnijih funkcija carstva u Carigrad u 4. stoljeću, te nakon propasti Zapadnog Rimskog Carstva u 5. stoljeću, broj stanovnika se kontinuirano smanjivao, da bi grad 530. godine imao oko 100.000 stanovnika.
U ranom Srednjem vijeku je Rim imao tek 20.000 stanovnika. Stanovništvo grada je stagniralo na oko 50.000 ili se čak smanjivalo sve do renesanse, da bi grad tek u 17. stoljeću ponovno dosegao broj od 100.000 stanovnika. Kada je Talijansko kraljevstvo anektiralo grad 1870. godine, on je imao već oko 200.000 stanovnika.
Za vrijeme fašističke vlasti, režim je pokušavao ograničiti rast grada, ali je broj stanovnika svejedno dosegao milijun 1931. godine. Nakon rata grad se nastavio širiti zbog industrijskog razvoja, te su 1950-ih i 1960-ih stvorene nove četvrti i predgrađa.
Procjenjuje se da grad danas ima oko 2,7 milijuna stanovnika, a da zajedno sa širim područjem grada ovdje živi oko četiri milijuna stanovnika. Prema popisu stanovništva, u općini živi 156.833 stranca, što je 6,2% stanovništva.
| Godina/datum       | Stanovništvo |
| ------------------ | ------------ |
| 330.               | 1.000.000    |
| 410.               | 400.000      |
| 530.               | 100.000      |
| 650.               | 20.000       |
| 1000.              | 20.000       |
| 1750.              | 156.000      |
| 1800.              | 163.000      |
| 1820.              | 139.900      |
| 1850.              | 175.000      |
| 1853.              | 175.800      |
| 1858.              | 182.600      |
| 31. prosinca 1861. | 194.500      |
| 31. prosinca 1871. | 212.432      |

| Datum               | Stanovništvo |
| ------------------- | ------------ |
| 31. prosinca 1881.  | 273.952      |
| 10. veljače 1901.   | 422.411      |
| 10. lipnja 1911.    | 518.917      |
| 1. prosinca 1921.   | 660.235      |
| 21. travnja 1931.   | 930.926      |
| 21. travnja 1936.   | 1.150.589    |
| 4. studenog 1951.   | 1.651.754    |
| 15. listopada 1961. | 2.188.160    |
| 24. listopada 1971. | 2.781.993    |
| 25. listopada 1981. | 2.840.259    |
| 20. listopada 1991. | 2.775.250    |
| 21. listopada 2001. | 2.546.804    |
| 31. prosinca 2005.  | 2.547.677    |

Navedeni podaci su procjene sve do 1858. godine. Od 1861. do 2001. navedeni su podaci iz popisa stanovništva, a za 2005. godinu korišteni su podaci Nacionalnog instituta za statistiku (ISTAT).

## Gospodarstvo
Zbog svoje upravne važnosti (državne, regionalne, pokrajinske i općinske) i zbog razvijenosti tehnologije, komunikacija i uslužnog sektora, Rim je gospodarski najznačajniji grad u Italiji. Proizvodi oko 6.7% nacionalnog BDP-a (što je više od ijednog grada u zemlji), a zbog gospodarskog rasta od 4,4% taj udio se povećava, te je Rim grad s najvećim rastom u Italiji. Tek nakon Drugog svjetskog rata grad gospodarski počinje premašivati ostale gospodarski snažne gradove u Italiji, kao što su Napulj i Milano. Gospodarski najvažnija djelatnost u Rimu je turizam, te je grad u tom pogledu jedan od najzanimljivijih u Europi. U tom području se također bilježi snažan rast; 2005. godine grad je posjetilo 19,5 milijuna turista, što je porast od 22,8% naspram 2001. godine.
Od industrijskih proizvoda u gradu se proizvodi tekstil i suveniri za turiste, a u novije vrijeme razvijene su i prehrambena, farmaceutska, strojna, papirna i metalna industrija. Značajno je i bankarstvo, te elektronička i zračna industrija. Zbog povijesno važnih lokacija grad je važan i u svjetskog filmskoj industriji, te je nacionalno filmsko središte. Brojna međunarodna kompanijska sjedišta, konferencijski centri i sl. nalaze se u poslovnim dijelovima grada kao što su: Esposizione Universale Roma (EUR), Torrino, Magliana, Parco de' Medici-Laurentina i tzv. Tiburtina-valley.

## Društvo

### Religija
U starom Rimu najzastupljenija religija bila je rimska religija (Religio Romana), zajedno s rimskim bogovima, koji su se štovali u raznim kultovima. Zbog višekulturnog karaktera grada, javljale su se i druge religije, kao mitraizam i razni mistični kultovi. Za vrijeme Rimske Republike javlja se i judaizam, čiji su sljedbenici često kroz povijest zatvarani u rimski geto. Slična sudbina pratila je i sljedbenike kršćanstva, čija se zajednica vrlo rano javlja u gradu, a koji su često bili progonjeni.
Unatoč progonima, kršćanstvo je do 4. stoljeća postalo toliko rašireno, da ga je na kraju car Konstantin I. Veliki legalizirao 313. godine, a 380. godine car Teodozije I. Veliki proglasio je kršćanstvo službenom religijom carstva. Nešto kasnije, sve ostale religije su zabranjene, te je tako i rimska religija izumrla.
Rim je postao jedno od središta kršćanstva (uz Antiohiju, Aleksandriju, Carigrad i Jeruzalem), a rimski biskup (papa) postao je nadređeni svim kršćanskim biskupijama i vođa kršćana, smatrajući se nasljednikom sv. Petra koji je, uz sv. Pavla mučenički umro u Rimu u 1. stoljeću. Od legalizacije kršćanstva 313. godine, brojni rimski carevi i patriciji značajnim donacijama pomagali su Crkvu, čime je ona kroz vrijeme dobila znatnu političku moć.
Nakon pada Zapadnog Rimskog Carstva 476. godine, Crkva je dobivala sve veći i veći politički utjecaj i vlast nad civilnim stanovništvom u Rimu i okolnim područjima. Kroz vrijeme, Rim je postao središte Katoličke Crkve i glavni grad papinskih država. Za vrijeme renesanse u gradu su izgrađene brojne značajne crkve, uključujući baziliku sv. Petra na vatikanskom brežuljku. Papinstvo se prvo nalazilo u Lateranskoj palači, a kasnije je premješteno u Kvirinalsku palaču. Nakon što je Rim pripojen Talijanskom kraljevstvu 1870. godine, papa Pio IX. povukao se u Vatikan i proglasio se zarobljenikom Savojske dinastije, što je izazvalo dugotrajni sukob između Katoličke Crkve i Italije.
Ovaj sukob riješen je  1929. Lateranskim sporazumima, kojima je Sveta Stolica dobila pravo upravljanja nad Državom Vatikanskog Grada kao samostalnom državom.
Zbog snažne imigracije iz afričkih država i država na Bliskom istoku, u gradu je zadnjih godina značajno narasla islamska zajednica. Zbog ove činjenice u gradu je podignuta muslimanska bogomolja, koja je trenutno najveća džamija u Europi.

### Jezik
Izvorni jezik Rima bio je latinski, iz kojega se u srednjem vijeku razvio talijanski. Ova pretvorba jezika dogodila se pod utjecajem raznih regionalnih dijalekata, a najznačajniji je bio toskanski dijalekt. U Rimu se razvila posebna vrsta rimskog dijalekta (romanesco). Stariji oblik rimskog dijalekta, koji se upotrebljavao u srednjem vijeku, bio je južnotalijanski dijalekt, koji je bio vrlo sličan napuljskom dijalektu. Utjecaj firentinske kulture za vrijeme renesanse, te preseljavanje mnogih Firentinaca u Rim (uključujući i pape iz obitelji Medici, Lava X. i Klementa VII.), uzrokovali su mnoge promjene u dijalektu, koji je više počeo sličiti toskanskim jezičnim inačicama. Ovaj dijalekt većinom se upotrebljavao samo u Rimu sve do 19. stoljeća, ali se od 20. stoljeća proširio na ostala područja Lacija (Civitavecchia, Latina) zahvaljujući rastu rimskog stanovništva i boljoj prometnoj povezanosti. Ovaj dijalekt održavaju i brojna književna djela koja su na njemu napisana. Poznatiji autori koji su pisali na ovom dijalektu su Giuseppe Gioacchino Belli, Trilussa i Cesare Pascarella. Moderniji rimski dijalekt u mnogome promoviraju filmski glumci kao što su Aldo Fabrizi, Alberto Sordi, Nino Manfredi, Anna Magnani, Gigi Proietti, Enrico Montesano i Carlo Verdone.

## Kultura

### Obrazovanje
Rim je veliko središte za visoko obrazovanje. Prvo sveučilište u gradu je Sveučilište Sapienza (Università degli Studi di Roma "La Sapienza") osnovano 1303., koje je najveće europsko sveučilište kojeg pohađa oko 150.000 studenata. Ostala dva gradska sveučilišta su Sveučilište Tor Vergata (Università degli Studi di Roma Tor Vergata), koje je osnovano 1982. i Treće rimsko sveučilište (Università degli Studi Roma Tre), koje je osnovano 1992. godine.
U gradu se nalazi i veliki broj papinskih sveučilišta, uključujući Sveučilište sv. Tome Akvinskog i Gregorijansko sveučilište (najstarije isusovačko sveučilište na svijetu iz 1551. godine).
Ovdje se također nalazi brojna privatna sveučilišta kao LUMSA, Katoličko sveučilište Svetog Srca, LUISS, Europski institut za dizajn, Sveučilište Giovannija Cabota, IUSM, Američko sveučilište u Rimu i mnoga druga.

### Glazba
Rim je važan glazbeni centar. U njemu se nalazi Nacionalna akademija Santa Cecilia (osnovana 1585.) za koju su izgrađene nove koncertne dvorane u Parku glazbe (Parco della Musica). U Rimu se nalazi i opera Teatro dell'Opera di Roma, te više manjih glazbenih institucija. Rim je bio grad domaćin Pjesme Eurovizije 1991. godine, te MTV Europe Music Awards 2004. godine.

### Film
U Rimu se nalaze studiji Cinecittà, koji su praktički središte talijanske kinematografije i u kojima su snimani mnogi poznati talijanski i strani filmovi.
Studije je 1937. godine osnovao fašistički diktator Benito Mussolini. Saveznici su ih bombardirali tijekom Drugog svjetskog rata. Mnogi svjetski poznati filmovi su ovdje snimljeni od 1950-ih (kao Ben-Hur), a sami studiji se od tog vremena najviše povezuju s redateljem Federicom Fellinijem.
Od 1980-ih studiji su privatizirani. I u novije vrijeme ovdje se snimaju poznati filmovi i serije, kao Bande New Yorka, komedija When in Rome s Kristen Bell i Joshom Duhamelom u glavnim ulogama i serijal Rim. U Rimu je do sada snimljeno više od 60 filmova.

### Muzeji
Najstariji muzeji u Rimu su Kapitolski muzeji iz 1471. godine, koji se nalaze na Kapitolu te koji, uz Vatikanske muzeje, sadrže najveće i najvažnije umjetničke kolekcije u gradu.
U Villi Giuliji, ladanjskoj kući pape Julija II. koja je izgrađena sredinom 16. stoljeća, nalazi se značajna kolekcija etruščanske i antičke rimske umjetnosti. U blizini se nalazi i Villa Borghese, u kojoj se nalazi znamenita galerija s većinom umjetnina iz kolekcije obitelji Borghese.
U Nacionalnom muzeju u Rimu (Museo Nazionale Romano), kojeg je projektirao Michelangelo, nalaze se važne grčke i rimske umjetnine. Važne galerije slika nalaze se u palačama Palazzo Doria Pamphili, Palazzo Colonna i Palazzo Barberini, a Venecijanska palača (Palazzo Venezia) čuva veliki broj umjetnina od ranokršćanskog razdoblja do renesanse.

### Mediji
| Dnevne novine | Tjednici                                     | Televizija | Radio |
| --- | -------------------------------------------- | --- | --- |
| - La Repubblica - Il Messaggero - Il Tempo - L'Unità - Il Riformista - Il Manifesto - Corriere dello Sport - Liberazione - L'Osservatore Romano - QN - Il Romanista | - L'espresso - XL - Audio Review - Freqeency | - RAI nacionalno središte - Sky Italia nacionalno središte - La7 nacionalno središte - Mediaset rimska podružnica - Roma Uno - Teleroma 56 - Rete Oro - Super 3 | - RDS - Radio Capital - Radio Globo - Radio Rock - Radio CNR - Radio Radicale - Radio Radio - Radio Vaticana - Radio Centro Suono - M2o |

## Sport
Rim je bio domaćin Ljetnih olimpijskih igara 1960. godine. Najpopularniji sport po gledanosti je nogomet, kao i u ostatku zemlje. Na Stadio Olimpico održano je finale Svjetskog prvenstva u nogometu 1990. godine. Ovaj stadion je poznat i po tome što je matični stadion dva kluba iz Serie A, Rome i Lazia. Gradski derbiji između ta dva kluba privlače veliku pozornost talijanske i europske javnosti.
Važniji prvoligaški klubovi su:
| Klub                      | Sport   | Osnovan | Liga              | Stadion                |
| ------------------------- | ------- | ------- | ----------------- | ---------------------- |
| A.S. Roma                 | nogomet | 1927.   | Serie A           | Stadio Olimpico        |
| S.S. Lazio                | nogomet | 1900.   | Serie A           | Stadio Olimpico        |
| Pallacanestro Virtus Roma | košarka | 1960.   | Serie A (košarka) | PalaLottomatica        |
| M. Roma Volley            | odbojka | 2006.   | A 1               | Palazzetto dello Sport |
| Unione Rugby Capitolina   | ragbi   | 1996.   | Super 10          | Stadio Flaminio        |

Ostali gradski sportski klubovi su:
Nogomet: Osim klubova A.S. Roma i S.S. Lazio ovdje se nalaze i A.S. Cisco Roma i S.S. Lazio Calcio Femminile (ženski klub).
Futsal:
- Lazio Nepi

Biciklizam: Rim je važna etapa biciklističkog natjecanja Giro d'Italia.
Trčanje:
Svakog proljeća održava se Rimski maraton na kojem sudjeluju mnogi natjecatelji iz Italije i cijeloga svijeta, te je ovo jedan od najvažnijih ovakvih natjecanja u svijetu.
Košarka:
Osim kluba Virtus Pallacanestro Roma ovdje djeluje i ženski klub San Raffaele Basket.
Rukomet:
Ovdje djeluju klubovi Amatori Roma Handball i S.S. Lazio.
Odbojka:
M Roma Volley je muški odbojkaški klub u ligi A1, a ženski odbojkaški klubovi su Virtus Roma i Roma Pallavolo, oboje u ligi A2.
Vaterpolo:
Ovdje se nalazi ženski klub A.S.D. Roma u vaterpolskoj Serie A1, te S.S. Lazio u Serie A2 i Rari Nantes Roma u Serie B.
Ragbi:
Osim Unione Rugby Capitolina ovdje se nalaze i Rugby Roma, S.S. Lazio Rugby, U.S. Primavera Rugby Roma, CUS Roma Rugby, te talijanska nacionalna reprezentacija za vrijeme Prvenstva šest nacija.
Kriket:
- Capannelle Cricket Club
- S.S. Lazio Cricket
- Rome Bangladesh Cricket Club

Bejzbol:
- Lazio Baseball
- Roma Baseball

Američki nogomet:
- Marines Lazio
- Barbari Roma Nord
- Gladiatori Roma

Hokej:
- Hockey Club Roma

Lacrosse:
- Roma Leones Lacrosse

Unihokej:
- Viking Roma Floorball Club
- Rome South Star Floorball Club

## Arhitektura

### Antički Rim
Jedan od simbola Rima je Kolosej (70. – 80.), najveći amfiteatar ikada izgrađen u Rimskom Carstvu. Ovaj objekt je imao kapacitet od 50.000 gledatelja i koristio se za borbe gladijatora. Popis značajnih spomenika antičkog Rima uključuje Forum, Domus Aureu, Panteon, Trajanov stup, Trajanov forum, Rimske katakombe, Circus Maximus, Karakaline terme, Konstantinov slavoluk, Cestijevu piramidu, Aurelijeve zidine, Bocca della Verità i druge.

### Srednji vijek
Od ranokršćanstva, izgradnjom bazilika sv. Petra i Bazilika sv. Ivana Lateranskog, Rim je bio jedno od najvažnijih središta kršćanstva na svijetu. U to vrijeme podignuti su i drugi vrijedni spomenici (Bazilika sv. Marije Velike, Bazilika svetog Pavla izvan zidina, Sveti Petar u okovima, Lateranska palača, i dr.), a Hadrijanov mauzolej je pretvoren u papinsku Anđeosku tvrđavu.

### Renesansa i barok
Rim je, uz Firencu, bio svjetsko središte renesanse, koja je ostavila dubok trag na sam grad. Najimpresivniji primerak renesansne arhitekture u Rimu je Bramanteova Bazilika sv. Petra, te Michelangelova Piazza del Campidoglio s palačom Senatorio, koja je sjedište gradske vlade. Tijekom ovog razdoblja velike aristokratske obitelji u Rimu su gradile raskošne građevine, kao što su Palazzo del Quirinale, koja je sada sjedište predsjednika Talijanske republike, Palazzo Venezia, Palazzo Farnese, Palazzo Barberini, Palazzo Chigi, sjedište talijanskog premijera, Palazzo Spada, Palazzo della Cancelleria i Villa Farnesina. Rim je poznat i po veličanstvenim trgovima, obično ukrašenima obeliscima, koji su uglavnom izgrađeni u 17. stoljeću. Glavni trgovi su Piazza Navona, Piazza di Spagna, Campo de' Fiori, Piazza Venezia, Piazza Farnese i Piazza della Minerva.
Najizrazitiji predstavnik barokne umjetnosti je Fontana di Trevi, djelo arhitekta Nicole Salvija. Ostala značajne barokne građevine iz sedamnaestog stoljeća su Palazzo Madama, sjedište talijanskog Senata i Palazzo Montecitorio, sjedište Donjeg doma Talijanskog parlamenta.

### Neoklasicizam
Rim je 1870. godine postao prijestolnica nove Kraljevine Italije. Od tih godina dominantan stil gradnje postaje neoklasicizam, koji je svoje uzore nalazio u antici. U ovom razdoblju su izgrađene mnoge palače koje su napravljene za ministre, veleposlanike ili druge vladine agencije. Jedan od najpoznatijih spomenika iz neoklasicizma u Rimu je spomenik Viktoru Emanuelu II. odnosno "Oltar domovine", u kome se nalazi grob Nepoznatog Vojnika, koji predstavlja 650.000 Talijana koji su poginuli u Prvom svjetskom ratu.

### Fašističko razdoblje
Fašistički režim, koji je vladao Italijom između 1922. i 1943. godine, razvio je poseban arhitektonski stil. Taj stil je nastao istraživanjem veza s antičkom rimskom arhitekturom. Najpoznatiji spomenik iz tog razdoblja je okrug Esposizione Universale Roma, koji je izgrađen 1935. godine. Taj okrug je izvorno bio namijenjen za Svjetsku izložbu 1942. godine (Esposizione 42), a s obzirom na to da je Italija 1940. godine ušla u Drugi svjetski rat izložba nikada i nije održana. Najreprezentativnija zgrada tog stila je Palazzo della Civiltà Italiana (1938. – 1943.). Zgrada Palazzo della Farnesina, koja je aktualno sjedište talijanskog ministarstva vanjskih poslova je izgrađena 1935. godine u fašističkom stilu.

### Vile i vrtovi
Središte Rima okruženo je velikim zelenim površinama i raskošnim antičkim vilama, koje su ostaci vila koje su okruživale papinski grad. Mnoge od njih su značajno razorene kroz špekulacije nekretninama krajem 19. stoljeća. Od preostalih je najznačajnija "Villa Borghese" s velikom pejzažnim vrtom, koji je izgrađen u naturalističkom engleskom stilu iz 19. stoljeća. Taj vrt sadrži brojne zgrade, muzeje (Galerija Borghese) i atrakcije. Ostale značajne vile su "Villa Ada" s najvećim javnim panoramskim parkom u Rimu, "Villa Doria Pamphili", druga po veličini s površinom od 1.8 km2, "Villa Torlonia", primjer Art Nouveaua, koja je bila rimska rezidencija diktatora Benita Mussolinija te "Villa Albani", u koju je kardinal Alessandro Albani smjestio svoju kolekciju antikviteta.

## Prijevoz

### Zračni prijevoz
Rim služe tri zračne luke. Dvije od njih su u vlasništvu društva Aeroporti di Roma (ADR). Zračne luke su:
- Međunarodna zračna luka Leonardo da Vinci ili Rim-Fiumicino je najveća i glavna zračna luka u Italiji, te vrlo važna europska zračna luka. Nalazi se u obližnjoj općini Fiumicino jugozapadno od Rima, na samoj obali Tirenskog mora. Sa središtem Rima je direktno povezana željeznicom, a vlakom se do aerodroma putuje oko 30 minuta.
- Međunarodna zračna luka Giovan Battista Pastine ili Rim-Ciampino je civilna i vojna zračna luka blizu općine Ciampino. Od civilnih letova ovu luku koriste najviše niskobudžetne i čarter aviokompanije.
- Zračna luka Rim-Urbe koja se nalazi šest kilometara od gradskog središta, većinom se koristi za privatne zrakoplove, te za helikoptere.

Zračna luka Centocelle u istočnom dijelu grada se više ne koristi u zračnom prometu, te je najvećim dijelom pretvorena u javni park.

### Željeznički prijevoz
Rim je važno sjecište talijanskih željeznica. Prva željeznica u Rimu, te druga u Italiji bila je pruga Rim-Frascati, koja je otvorena 14. srpnja 1856. Glavni željeznički pravci su: tirenski (Rim-Genova, uz cestu Aurelia), sjeverni (Rim-Firenca-Bologna), jadranski (Rim-Pescara, uz cestu Tiburtina, te Rim-Ancona) i južni (Rim-Napulj, uz cestu Appia). Godine 2006.  otvorena je nova brza pruga između Rima i Napulja, na kojoj vlakovi mogu postići brzinu i do 300 km na sat.
Glavni rimski kolodvor je Roma Termini, koji je otvoren 1863. godine. Ovo je najprometniji kolodvor u Italiji s oko 600.000 putnika dnevno. U sklopu kolodvora nalazi se veliki trgovački centar "Forum Termini". Drugi po veličini kolodvor je Roma Tiburtina, koji služi za brze vlakove. Ostali veći kolodvori su Roma Ostiense, Roma Trastevere i Roma Tuscolana.

### Javni prijevoz

#### Metro
Rim trenutno služe dvije linije podzemne željeznice, koje su otvorene 1955. (linija B, tj. plava) i 1980. (linija A, tj. narančasta) i koje prometuju smjerom sjeverozapad-jugoistok (linija A) i sjeveroistok-jug (linija B). Trenutna ukupna dužina metro sustava je 38 km. Ove dvije linije sijeku se samo na jednom mjestu, na kolodvoru Roma Termini. Tri stanice linije B (Piramide, Basilica di San Paolo i EUR Magliana) zajedničke su sa stanicama željeznice Rim-Lido. Nastavak linije B (linija B1) se trenutno gradi, te je otvorena 2010. godine. Ova linija od pet kilometara i pet stanica prometovat će na području na kojem živi oko pola milijuna ljudi, te će se s linijom B spajati na Bolonjskom trgu. Trenutno se gradi i nova linija C koja će prometovati u pravcu istok-sjeverozapad i koja će biti dugačka 34 km i imati 39 stanica. U planovima trenutno je i linija D koja bi trebala prometovati u pravcu sjever-jug.

#### Željeznica
Sustav javnog prijevoza gradske nadzemne željeznice sastoji se od 40-ak željezničkih stanica. Najveće su Roma Tiburtina, Roma Ostiense, Roma Trastevere i Roma Tuscolana. Na nekim stanicama prometuju i regionalni vlakovi. Za gradsku željezničku mrežu vrijedi ista karta kao i za metro i ATAC-ovu prometnu mrežu. Od kolodvora Roma Termini željeznica vozi do zračne luke Fiumicino ("Leonardo Express").

#### Autobus i tramvaj
Sustav javnog gradskog prijevoza sastoji se i od mreže autobusa, tramvaja i trolejbusa (vraćen u upotrebu 2005.) kojima upravlja ATAC. Općinsko društvo za javni prijevoz osnovano je 1929. godine, kao "Azienda Tramvie ed Autobus del Governatorato" (A.T.A.G.), te je desetljećima bilo jedino društvo koje je upravljalo javnim prijevozom grada i koje je apsorbiralo ostala manja privatna poduzeća. S vremenom su troškovi upravljanja narasli zbog širenja grada, te je ovo društvo 2000. godine pretvoreno u dioničko društvo. Danas ATAC upravlja s 339 linija s 2.760 vozila na području od 2.152 km, te godišnje autobusima preveze 932 milijuna putnika.

### Zone ograničenog prometa
Zbog prometnih zagušenja koje su uzrokovali automobili, u središtu grada je uvedena zabrana prometa tijekom radnog dana od 6 do 18 sati. Ovo područje zove se Zona a Traffico Limitato (ZTL). Zbog velikog noćnog prometa vikendima koji se događa zbog noćnog života, stvoreni su novi noćni ZTL-ovi u nekim dijelovima grada. Gradnjom podzemnih garaža, u mnogim parkiralištima u gradskim ulicama uvedeno je plaćanje.

## Hrvati u Rimu
Hrvati su, kao pretežno katolički narod, tijekom povijesti bili politički, kulturno i vjerski povezani s Rimom i Vatikanom.
Hrvatski svećenici, hodočasnici i studenti okupljaju se u Papinskome hrvatskom zavodu sv. Jeronima, koji tiska i Hrvatski rimski adresar.
U gradu djeluje i Hrvatska rimska zajednica. Udruga Hrvatsko-talijanski mozaik održava međunarodni folklorni CRoETnO festival.

## Zbratimljeni gradovi
Ovo je popis gradova s kojima Rim ima potpisan neki oblik suradnje.
- Pariz, Francuska (1956.). Pariz je jedini zbratimljeni grad Rima po načelu "Samo je Pariz vrijedan Rima; samo je Rim vrijedan Pariza" (Seule Paris est digne de Rome; seule Rome est digne de Paris / Solo Parigi è degna di Roma; solo Roma è degna di Parigi).

Rim ima potpisane partnerske sporazume sa sljedećim gradovima:
- Achacachi, Bolivija
- Alžir, Alžir
- Peking, Kina
- Beograd, Srbija
- Brasília, Brazil
- Cincinnati, SAD
- London, Ujedinjeno Kraljevstvo
- Montréal, Kanada
- New York, SAD
- Plovdiv, Bugarska
- Seul, Južna Koreja
- Sydney, Australija
- Tokio, Japan

## Vanjske poveznice
- (tal.)Službena stranica grada
- (tal.)(engl.)(fr.)(šp.)(njem.)(kin.)(rus.)Turistički ured grada Rima
- (tal.)Službena stranica rimskih muzeja
- (tal.)Stranica rimskog javnog prijevoza  Arhivirana inačica izvorne stranice od 31. prosinca 2013. (Wayback Machine)
- (tal.)Rimska podzemna željeznica (Metro Roma)  Arhivirana inačica izvorne stranice od 1. srpnja 2007. (Wayback Machine)
- (tal.)Rimska kazališta